# Mork, Norge
Mork är en tätort i Volda kommun i Møre og Romsdal fylke i västra Norge. Orten ligger där Europaväg 39 möter fylkesväg 5896, på östra sidan av Voldsfjorden, nordväst om kommunens centralort Volda.